# Gisela Hernández
Gisela Hernández Gonzalo (Cárdenas, 15 de septiembre de 1912-La Habana, 23 de agosto de 1971) fue una compositora, pedagoga, directora coral e investigadora cubana. Fue una de las compositoras más distintivas del periodo republicano cubano (1902-1959).
Su interés por la política le proporcionó vínculos con Fidel Castro a cambio de su actividad como profesora de música y compositora. También fue miembro del Grupo de Renovación Musical, que lideraba un movimiento para incorporar sonidos Afro-Cubanos en otras formas de música como la de tradición clásica.
Hernández fue profesora en el conservatorio Hubert de Blanck en La Habana. Allí, junto con Olga de Blanck Martín (directora del conservatorio), desarrolló un sistema pedagógico musical que influenció mucho en la educación musical mexicana. También con de Blanck cofunda la editorial Ediciones de Blanck y se convirtió en una influencia publicando ediciones críticas de la música de Ignacio Cervantes.

## Obra
- Hernández utiliza muchas veces elementos Afro-cubanos en su música.
- Tríptico, song cycle, 1967 (letra: Guillén, poeta).

"Palma sola" "¡Ay, señora mi vencia!" "Sangres derramadas".
- Deprisa tierra, deprisa (Nueve canciones) (letra: Juan Ramón Jiménez).
- Diálogo (Nueve canciones) (letra: Dulce María Loynaz).
- Huerto de marzo (Nueve canciones) (letra: Federico García Lorca).
- Mi corazón lo tragó el mar (Nueve canciones) (letra: Mirta Aguirre Carreras).
- Romancillo (en Nueve canciones) (letra: Federico García Lorca).
- Sólo por el rocío (Nueve canciones) (letra: Federico García Lorca).
- Tránsito (Nueve canciones) (letra: Rabindranath Tagore).
- Única mar (Nueve canciones) (letra: Mirta Aguirre Carreras).
- Voy a medirme el amor (Nueve canciones) (letra: Dulce María Loynaz).
- Canción de la muñeca negra (letra y música de Gisela Hernández; versión coral de Rolando Bueno). Editora Musical de Cuba. La Habana, c. 1977.

- Hernández también compuso música de cámara y obras para piano, orquesta y coro.
- Zapateo cubano: para piano, 1954 - 14 p.